# 艾蕾諾爾·朱麗安妮 (布蘭登堡-安斯巴赫)
艾蕾諾爾·朱麗安妮（Eleonore Juliane，1663年10月23日—1724年3月4日），安斯巴赫藩侯阿爾布雷希特二世女兒，嫁給符騰堡-溫嫩塔爾公爵腓特烈·卡爾。有四子一女，包含卡爾·亞歷山大，符騰堡公爵。1724年於安斯巴赫去世。

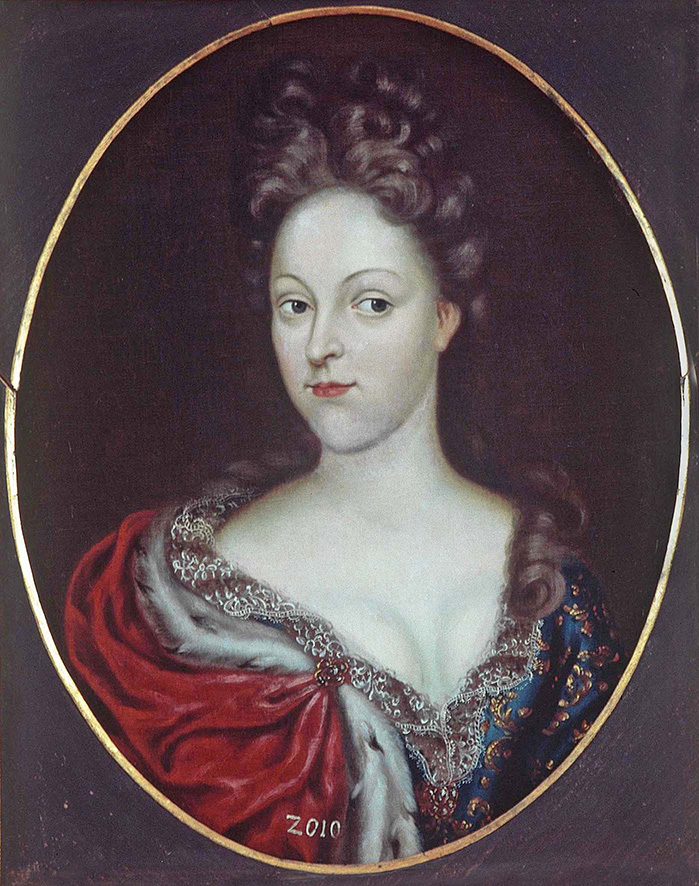
艾蕾諾爾·朱麗安妮